# Municipio de Village (condado de Columbia)
Village Township era una subdivisión territorial del condado de Columbia, Arkansas, Estados Unidos. Según el censo de 2020, en ese momento tenía una población de 686 habitantes.
Tiene un código de clase X0, que implica que ha sido disuelta por la Oficina del Censo.
Era una subdivisión exclusivamente geográfica, por cuanto el estado de Arkansas no utiliza la herramienta de los townships como municipios.

## Geografía
La subdivisión estaba ubicada en las coordenadas 33°16′12″N 93°2′27″O / 33.27000, -93.04083. Según la Oficina del Censo, tenía una superficie total de 239.60 km², de los cuales 239.56 km² correspondían a tierra firme y 0.04 km² estaban cubiertos de agua.

## Demografía
Según el censo de 2020, en ese momento había 686 personas residiendo en la zona. La densidad de población era de 2.86 hab./km². El 74.5 % de los habitantes eran blancos, el 17.3 % eran afroamericanos, el 1.5 % eran amerindios, el 0.1 % era asiático, el 2.8 % eran de otras razas y el 3.8 % eran de una mezcla de razas. Del total de la población, el 3.6 % eran hispanos o latinos de cualquier raza.